# Emanuel Hegenbarth

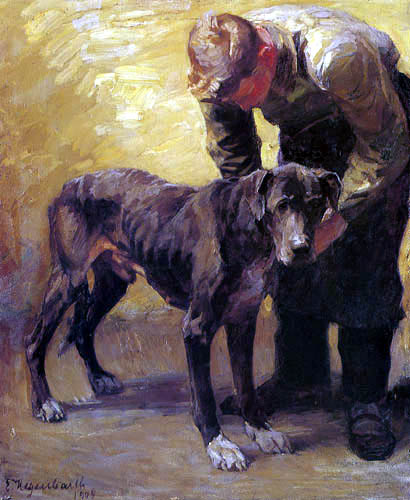
Emanuel Hegenbarth, Mann mit Dogge (Muž s dogou), 1904

Emanuel Hegenbarth (14. ledna 1868, Česká Kamenice – 18. července 1923 Drážďany) byl německý malíř a kreslíř.

## Život
Hegenbarth studoval na umělecké akademii v Mnichově od roku 1884. Po dvou letech přerušil studium na obchodní škole v Lipsku. V roce 1892 pokračoval ve studiu na Akademie der Künste v Berlíně a pokračoval v Mnichově. Tam vstoupil do třídy malování zvířat Heinricha von Zügela, hlavního představitele impresionismu v Mnichově a spoluzakladatele Nové secese ve Vídni. Na přelomu století byl Hegenbarth členem Drážďanské asociace výtvarných umělců. Dále byl členem umělecké skupiny Die Elbier. Od roku 1901 žil jako nezávislý umělec v Mnichově. V roce 1902 se oženil se Zügelsovou nejstarší dcerou Annou Emilií.
Hegenbarth, jehož mottem bylo „Vizuální umělec nemluví“, protože neoceňoval velké diskuse o umění, dostal v roce 1903 výzvu od Královské saské akademie výtvarných umění v Drážďanech. Stal se profesorem nově vzniklé třídy malování zvířat. Mezi jeho studenty patřil kromě jiných také Kurt Schwitters. V roce 1909 byl Hegenbarth zakládajícím členem sdružení drážďanských umělců. Od roku 1905 do roku 1908 učil také svého mladšího bratrance Josefa Hegenbartha, který se později stal jedním z nejdůležitějších ilustrátorů 20. století. Hannes Hegen byl jeho prasynovec.
Hegenbarth zemřel 18. července 1923 ve věku 55 let na komplikace po operaci.

## Rostliny
Kromě krajiny a městských scén Hegenbarth nejraději maloval obrázky zvířat. Obzvláště ho fascinoval skot a koně, které zobrazoval znovu a znovu. Zvířata jsou obvykle v klidné poloze, Hegenbarth se o pohyb nezajímal, ale spíše o materiál a náladu. Jeho impresionistickým způsobem jsou v jeho obrazech rozhodující světelné a barevné dojmy, které vytvářejí atmosférickou náladu. V posledních letech se jeho styl změnil: na jeho obrazech dominují vysoce kontrastní barevné plochy se zjednodušenými konturami. Hegenbarth byl ze studentů Heinricha von Zügelse jedním z nejvíce umělecky nezávislých; jeho styl malby ukazoval brzy expresivní a někdy odvážný rukopis.

## Galerie

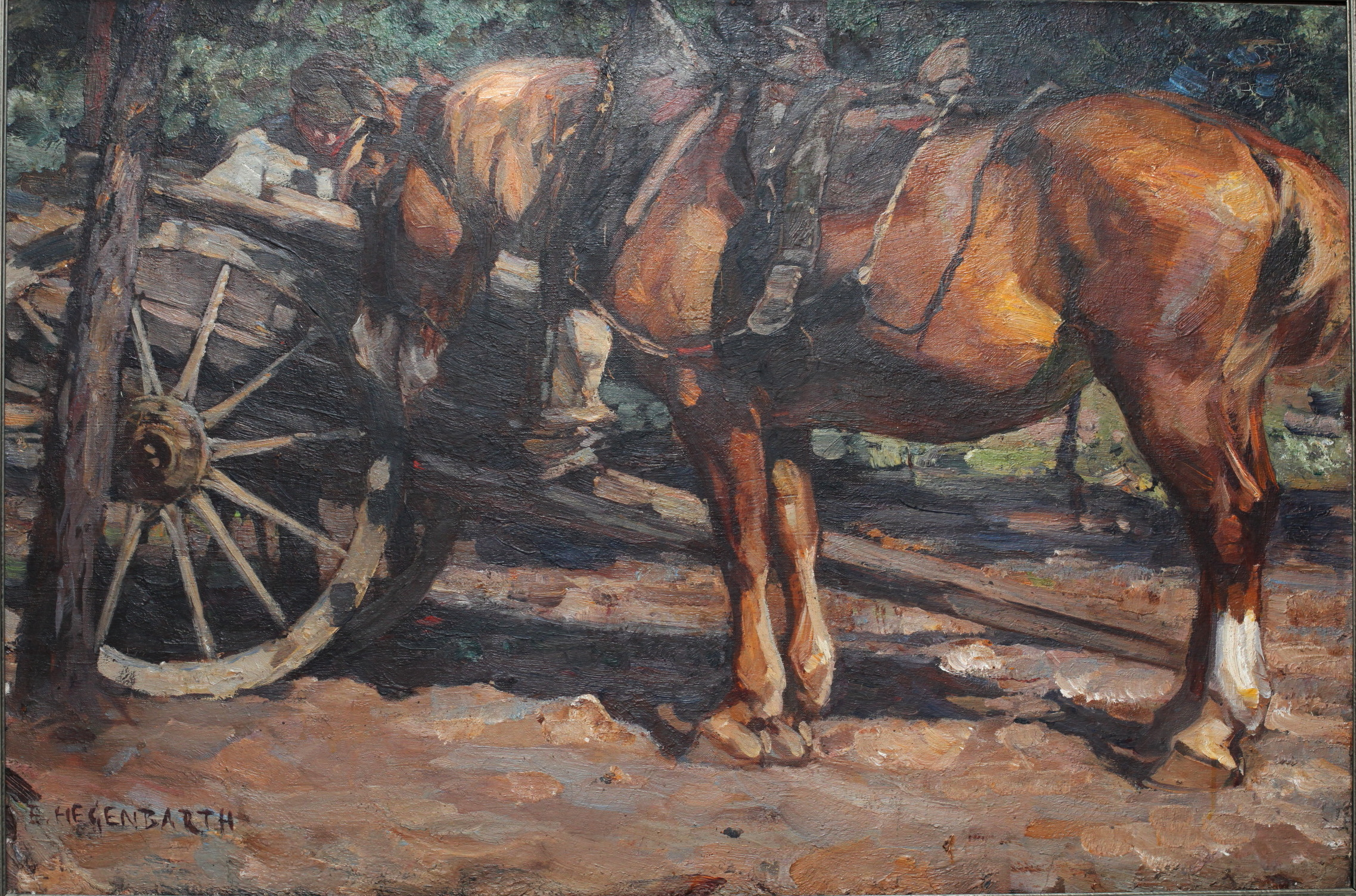
Kiesfuhrwerk, 1905
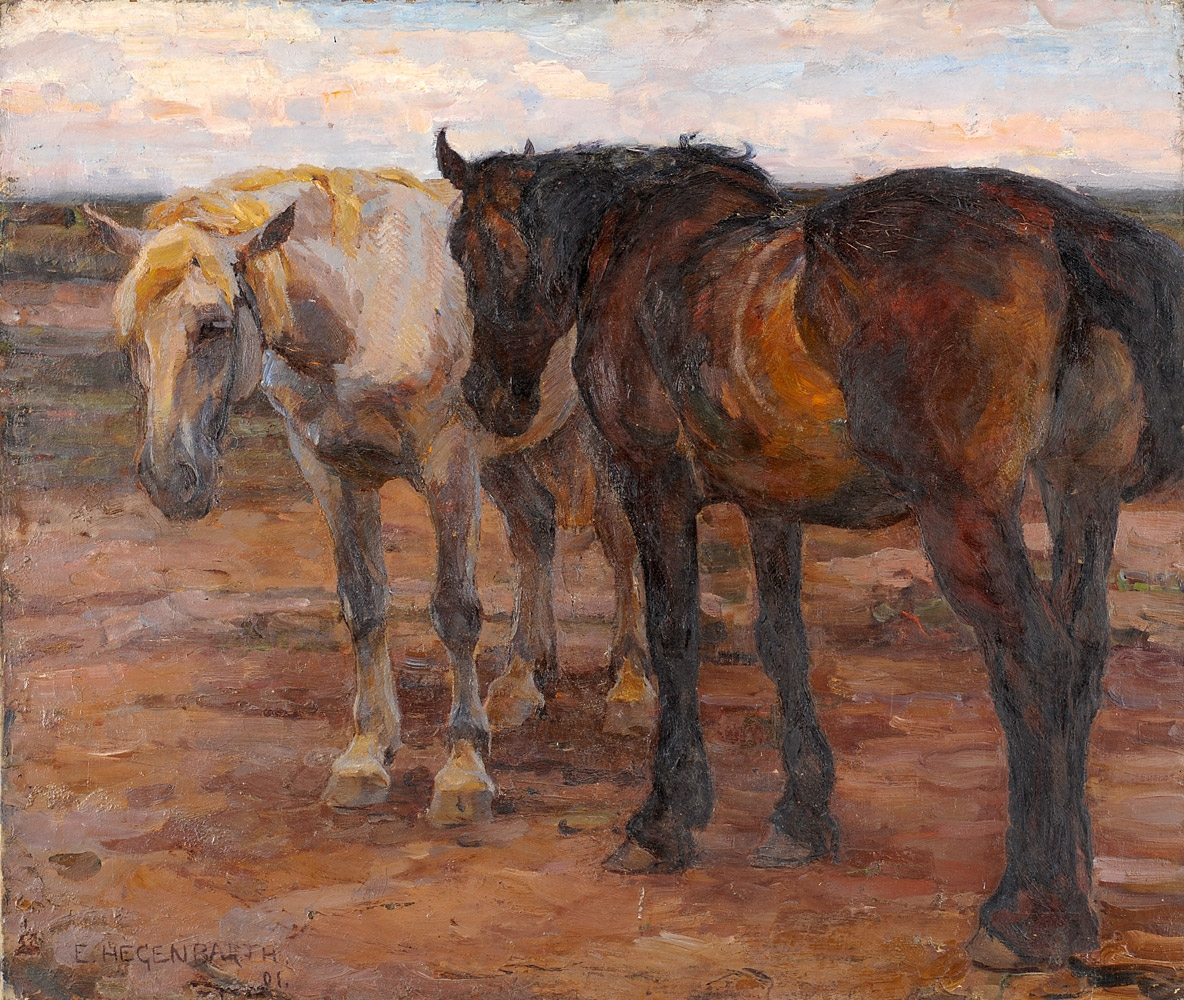
Pferdekoppel, 1901
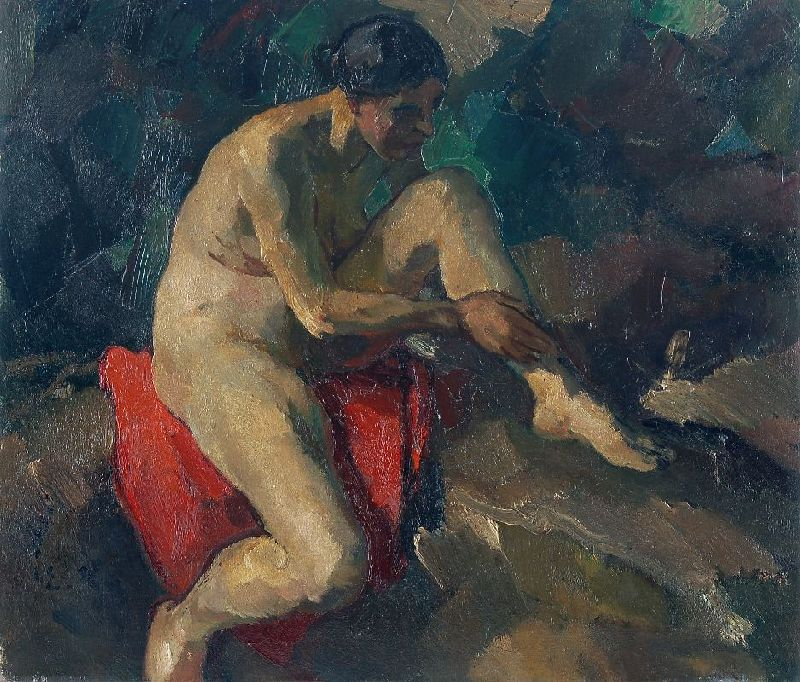
Sitzender weiblicher Akt (Sedící akt)
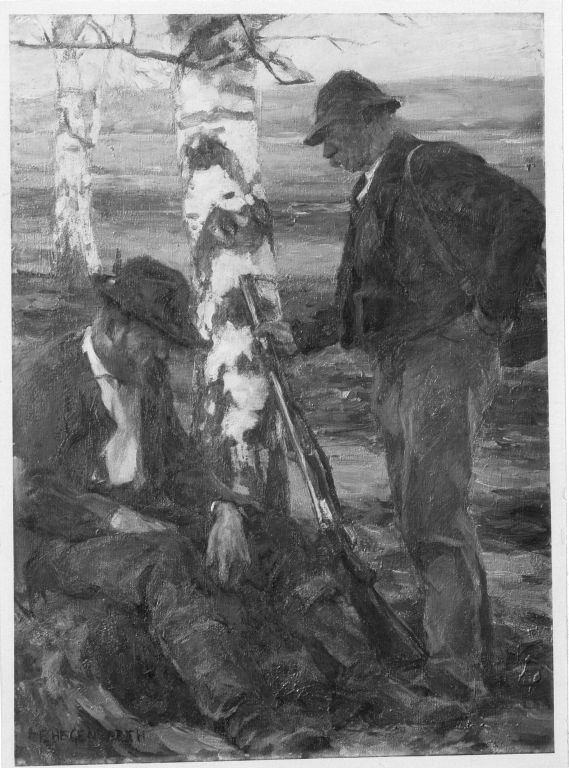
Jäger (Lovci)
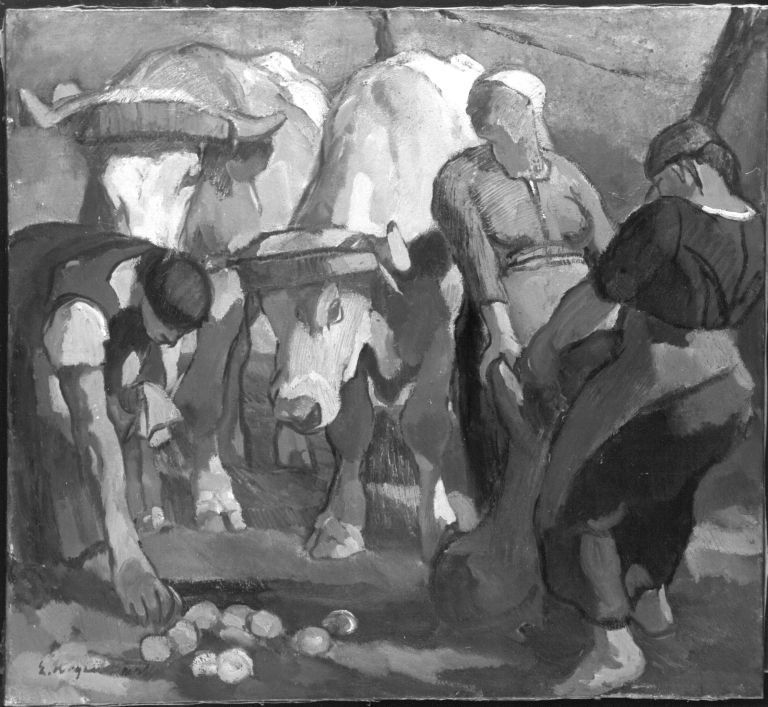
Kartoffelernte